# Boult (Haute-Saône)
Boult település Franciaországban, Haute-Saône megyében. Lakosainak száma 708 fő (2022. január 1.). Boult Montarlot-lès-Rioz, Boulot, Bussières, Chaux-la-Lotière, Sorans-lès-Breurey és Voray-sur-l’Ognon községekkel határos.

## Népesség
A település népességének változása:
| Lakosok száma | 543  | 574  | 600  | 607  | 623  | 652  | 680  | 692  | 699  | 708  |
|               | 2010 | 2013 | 2015 | 2016 | 2017 | 2018 | 2019 | 2020 | 2021 | 2022 |